# عدم القدم (الشعر)

تعديل مصدري - تعديل

عدم القدم محلة تابعة لقرية المصوالة، التابعة لعزلة الا ملؤك بمديرية الشعر إحدى مديريات محافظة إب في الجمهورية اليمنية، بلغ تعداد سكانها 83 حسب تعداد اليمن لعام 2004.